# 于埃尔戈阿特
于埃尔戈阿特（法語：Huelgoat，法語發音：[ɥɛlgwat]）是法国菲尼斯泰尔省的一个市镇，位于该省东部偏北，属于沙托兰区。

## 地理
于埃尔戈阿特（48°21'52"N, 3°44'41"W）面积14.87 平方千米，位于法国布列塔尼大區菲尼斯泰尔省，该省份为法国最西部的省份，位于布列塔尼半岛西部，北西南三面环大西洋，东临阿摩尔滨海省和莫尔比昂省。
与于埃尔戈阿特接壤的市镇（或旧市镇、城区）包括：贝里安、布雷尼利斯、拉弗耶、普卢耶、普拉文。

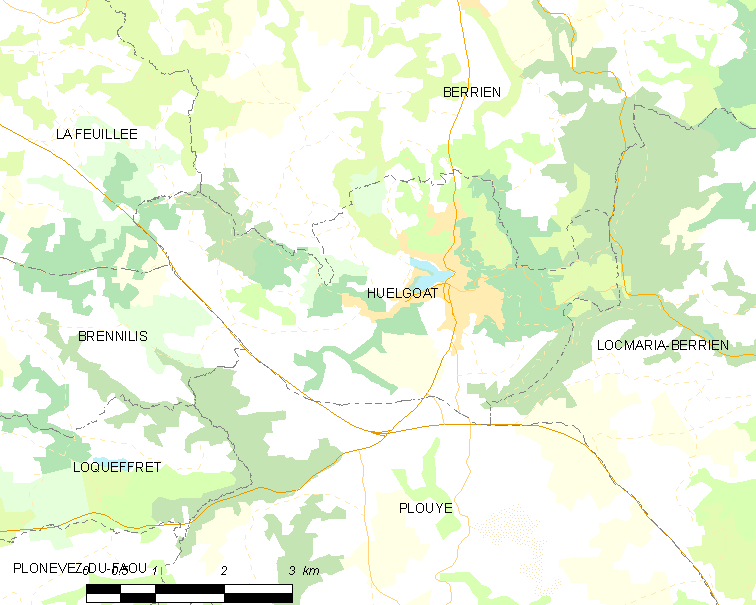
于埃尔戈阿特的OSM定位图

于埃尔戈阿特的时区为UTC+01:00、UTC+02:00（夏令时）。

## 行政
于埃尔戈阿特的邮政编码为29690，INSEE市镇编码为29081。

## 政治
于埃尔戈阿特所属的省级选区为卡赖普卢盖尔县。

## 人口

1962-2008年间于埃尔戈阿特人口变化图示

于埃尔戈阿特于2022年1月1日时的人口数量为1420人。